# غانون
جانون (باليابانية: ガノン) والمعروف أيضا باسم جانوندورف (باليابانية: ガノンドロフ, Ganondorofu), هي شخصية خيالية في سلسلة ذا ليجند أوف زيلدا.
هو خصم الرئيسي للينك، وهو الخصم النهائي في معظم سلسلة ذا ليجند أوف زيلدا.
وكثيرا ما يخطف الأميرة زيلدا
وكان أول ظهور له في القصة في جزء ذا ليجند أوف زيلدا:وصلة للماضي
وفي النسخة الإنجليزية أعطي جانوندورف اسم كامل جانوندورف دراقماير.
وكان له شكلين شكل يشبه البشر وشكل يشبه الخنزير.

## وصلات خارجية
- Ganon at the Great Hyrule Encyclopedia
- Ganondorf في قاعدة بيانات الأفلام على الإنترنت